# 新霞流市站
新霞流市站是一个京广线上的铁路车站，位于湖南省衡阳市衡东县霞流镇，建于1983年，目前为三等站，邮政编码为421414。现已不办理客运业务；货运办理整车货物发到。